# کاملاً زشت
| بررسی انتقادی            | بررسی انتقادی |
| منبع                     | رتبه‌بندی      |
| ------------------------ | ------------- |
| آل‌میوزیک                 | [ ۲ ]         |
| دانشنامه موسیقی عامه‌پسند | [ ۳ ]         |

کاملاً زشت (به انگلیسی: Pretty Ugly) چهارمین آلبوم استودیویی از گروهٔ موسیقی پانک راک آمریکایی لوناچیکس می‌باشد که در سال ۱۹۹۷ از سوی گو-کارت منتشر گردید.